# Asarum macranthum
Asarum macranthum là một loài thực vật có hoa trong họ Aristolochiaceae. Loài này được Hook.f. mô tả khoa học đầu tiên năm 1888.